# ویلرد (مریلند)
ویلرد (به انگلیسی: Willards) شهری در ایالت مریلند کشور ایالات متحده آمریکا است که جمعیت آن در سرشماری سال ۲۰۱۰ میلادی، ۹۵۸ نفر بوده‌است.